# Nicolas Kettel
Nicolas Kettel   (Dudelange, 17 de desembre de 1925 - Ciutat de Luxemburg, 7 d'abril de 1960) fou un futbolista luxemburguès de la dècada de 1950.
Fou 57 cops internacional amb la selecció luxemburguesa amb la que participà en els Jocs Olímpics de 1948.
Pel que fa a clubs, defensà els colors de Stade Dudelange i Young Boys.